# Maximiliano Garafulic
Maximiliano Garafulic, né le 6 août 1938 à Antofagasta, au Chili et mort le 23 novembre 2007 à Antofagasta, au Chili, est un ancien joueur chilien de basket-ball.

## Palmarès
- 3e du championnat du monde 1959